# Mariaplax
Mariaplax is een geslacht van kreeftachtigen uit de klasse van de Malacostraca (hogere kreeftachtigen).

## Soorten
- Mariaplax anfracta (Rathbun, 1909)
- Mariaplax chenae Rahayu & Ng, 2014
- Mariaplax cyrtophallus Rahayu & Ng, 2014
- Mariaplax daviei Rahayu & Ng, 2014
- Mariaplax galaxeae Rahayu & Ng, 2014
- Mariaplax granulifera (Campbell & Stephenson, 1970)
- Mariaplax mica Rahayu & Ng, 2014
- Mariaplax narusei Rahayu & Ng, 2014
- Mariaplax ourabay Rahayu & Ng, 2014
- Mariaplax propinqua Rahayu & Ng, 2014
- Mariaplax secus Rahayu & Ng, 2014
- Mariaplax sinensis Rahayu & Ng, 2014
- Mariaplax streptophallus Rahayu & Ng, 2014